# Motor hidràulic

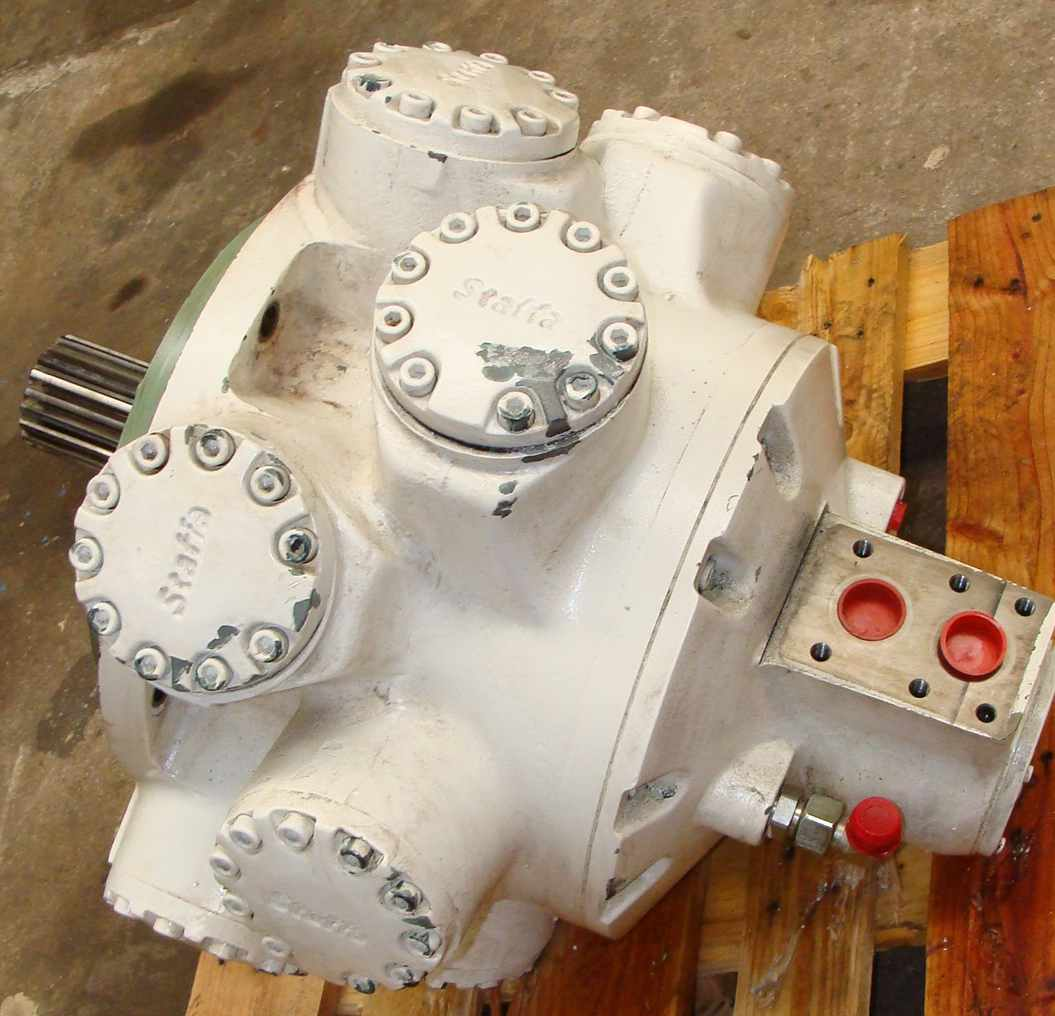
Motor hidràulic Staffa.

Un motor hidràulic és un actuador mecànic que converteix l'energia hidràulica en energia mecànica de gir. Si el moviment giratori es limita a determinats angles, parlem de motors giratoris. El seu funcionament és doncs invers al de les bombes hidràuliques i és l'equivalent rotatori del cilindre hidràulic. S'utilitzen sobretot perquè lliuren un parell molt gran a velocitats de gir petites, en comparació dels motors elèctrics.

## Tipus de motors hidràulics

### Motors d'engranatges
Són de grandària reduïda i poden girar en els dos sentits, però el parell és petit, són sorollosos, poden treballar a altes velocitats però de forma anàloga als motors de paletes, el seu rendiment cau a baixes velocitats. Son de cabal constant.

### Motors de paletes
Tenen la mateixa estructura que les bombes de paletes, però el moviment radial de les taujanes ha de ser forçat, mentre que en les bombes es deu per força centrífuga. Poden ser de cabal variable, per tant ajustable.

Esquema de funcionament d'un motor axial

### Motors de pistons
Són els més emprats de tots, ja que s'aconsegueixen les majors potències treballant a altes pressions. En funció de la posició dels pistons pel que fa a l'eix podem trobar:
- Motors de pistons axials: Els pistons van disposats paral·lels al l'eix del motor, i els pistons actuen sobre un plat inclinat. El líquid entra per la base del pistó i ho obliga desplaçar-se cap a fora. Com el cap del pistó té forma de corró i recolza sobre una superfície inclinada, la força que exerceix sobre ella es descompon segons la direcció normal i segons la direcció tangencial a la superfície. Aquesta última component l'obligarà a girar, i amb ella solidàriament, l'eix sobre la qual va muntada. Variant la inclinació de la placa entre l'eix d'entrada i sortida es pot variar la cilindrada i amb ella el parell i la potència, d'aquesta manera es varia el cabal.

- Motor de pistons radials: Els pistons van disposats perpendicularment a l'eix del motor, actuant, els pistons, sobre un eix lobulat o cigonyal. El principi de funcionament és anàleg al dels motors radials. Aquests motors també poden ser de cabal variable.

## Usos
Els motors hidràulics s'usen per variades aplicacions com en la transmissió de torns i grues, vehicles militars, maquinària d'obres públiques, torns autopropulsats, propulsió de mescladores i agitadores, laminadores, trituradores de cotxes, torres de perforació i perforadores de rases.